# Верхние Мурочи
Ве́рхние Муро́чи — село в Кяхтинском районе Бурятии. Входит в сельское поселение «Большекударинское».

## География
Расположено в 50 км к юго-востоку от Кяхты, на правом берегу реки Чикой, в 10 км к северо-западу от центра сельского поселения — посёлка Октябрьский. По восточному краю села проходит республиканская автодорога Р441, южнее села находится автомобильный мост через Чикой.

## Население
| 2002 | 2010 |
| ---- | ---- |
| 12   | ↘10  |